# 香港中文大學第一寵物
香港中文大學第一寵物是指香港中文大學校長及其家屬，於任期期間飼養的寵物。由於中大位於郊區，並設有漢園（即大學校長官邸），曾有流浪犬走進入漢園，後來獲校長收留。
2004-2010年校長劉遵義於在任期間，有飼養了一頭金毛尋回犬muji，後來卸任後，一直留在校長宿舍居住。
2010-2017年校長沈祖堯收養了一頭愛護動物協會的1歲黑色唐狗「肉鬆」，牠是沈校長以身作則領養的唐狗。當時中大校長府共有三狗狗︰分別為 Dora、Muji及肉鬆。沈校長卸任時，帶了走了肉鬆，其餘的狗狗繼續留在漢園終老。
2018至今時任校長段崇智在 Dora 和 Muji 相繼終老之後大半年左右，在2020年10月從獨立義工手上領養了接近兩歲黑色虎紋唐狗「蕃薯」。由於「蕃薯」外表跟已經離世的狗狗 Dora 長得相像，甚得長期服務漢園的員工的歡心。
2025新任校長盧煜明並不喜歡狗，因此不再飼養「蕃薯」，「蕃薯」已去向不明。